# Галло, Муцио
Муцио Галло (итал. Muzio Gallo; 15 апреля 1721, Озимо, Папская область — 13 декабря 1801, Витербо, Папская область) — итальянский куриальный кардинал и доктор обоих прав. Губернатор Кампаньи и Мариттимы с 5 октября 1765 по 15 ноября 1766. Секретарь Священной Консисторской конгрегации и Священной коллегии кардиналов с 1 января 1767 по 1 января 1770. Секретарь Священной Конгрегации обрядов с 31 января 1769 по 1 июля 1784. Секретарь Священной Священной Консульты с 1 июня 1778 по 14 февраля 1785. Епископ Витербо и Тускании с 14 февраля 1785 по 13 декабря 1801. Кардинал-священник с 14 февраля 1785, с титулом церкви Сант-Анастазия с 11 апреля 1785 по 13 декабря 1801.